# Giro di Danimarca 2014
Il Giro di Danimarca 2014, ventiquattresima edizione della corsa, si svolse in sei tappe dal 6 al 10 agosto 2014 per un percorso totale di 818 km, con partenza da Hobro e arrivo a Frederiksberg. La competizione faceva parte del circuito UCI Europe Tour 2014 nella classe 2.HC. Fu vinta dal danese Michael Valgren Andersen con il tempo di 18 ore 52 minuti e 22 secondi.

## Tappe
| Tappa  | Data      | Percorso                             | km  | Vincitore di tappa  | Leader cl. generale      |
| ------ | --------- | ------------------------------------ | --- | ------------------- | ------------------------ |
| 1ª     | 6 agosto  | Hobro > Mariager                     | 155 | Magnus Cort Nielsen | Magnus Cort Nielsen      |
| 2ª     | 7 agosto  | Skive > Aarhus                       | 195 | Andrea Guardini     | Magnus Cort Nielsen      |
| 3ª     | 8 agosto  | Skanderborg > Vejle                  | 175 | Manuele Boaro       | Manuele Boaro            |
| 4ª     | 9 agosto  | Nyborg > Odense                      | 100 | Andrea Guardini     | Manuele Boaro            |
| 5ª     | 9 agosto  | Middelfart > Middelfart (Cron. ind.) | 15  | Aleksej Lucenko     | Manuele Boaro            |
| 6ª     | 10 agosto | Kalundborg > Frederiksberg           | 175 | Nicola Boem         | Michael Valgren Andersen |
| Totale | Totale    | Totale                               | 818 |                     |                          |

## Squadre partecipanti
All'edizione 2014 della competizione hanno preso parte quattordici squadre, tra cui la nazionale danese.
| N.    | Cod. | Squadra             |
| ----- | ---- | ------------------- |
| 1-8   | LTB  | Lotto-Belisol       |
| 11-18 | TCS  | Tinkoff-Saxo        |
| 21-28 | AST  | Astana Pro Team     |
| 31-38 | TNE  | Team NetApp-Endura  |
| 41-48 | UHC  | UnitedHealthcare    |
| 51-58 | WGG  | Wanty-Groupe Gobert |
| 61-68 | MTN  | MTN-Qhubeka         |

| N.      | Cod. | Squadra                     |
| ------- | ---- | --------------------------- |
| 91-98   | BAR  | Bardiani-CSF                |
| 101-108 | TSV  | Topsport Vlaanderen-Baloise |
| 111-118 | TNN  | Team Novo Nordisk           |
| 121-128 | CUL  | Cult Energy Vital Water     |
| 131-138 | TBW  | Trefor-Blue Water           |
| 141-148 | VPC  | Riwal Cycling Team          |
| 151-158 | TPD  | Danimarca                   |

## Dettagli delle tappe

### 1ª tappa
- 3 agosto: Hobro > Mariager – 226 km

Risultati
| Pos. | Corridore           | Squadra      | Tempo    |
| ---- | ------------------- | ------------ | -------- |
| 1    | Magnus Cort Nielsen | Cult Energy  | 3h33'39" |
| 2    | Jasper De Buyst     | Topsport Vl. | s.t.     |
| 3    | Valerio Agnoli      | Astana       | s.t.     |

| Pos. | Corridore           | Squadra      | Tempo    |
| ---- | ------------------- | ------------ | -------- |
| 1    | Magnus Cort Nielsen | Cult Energy  | 3h33'39" |
| 2    | Jasper De Buyst     | Topsport Vl. | a 2"     |
| 3    | Valerio Agnoli      | Astana       | a 6"     |

### 2ª tappa
- 4 agosto: Skive > Aarhus – 226 km

Risultati
| Pos. | Corridore       | Squadra      | Tempo    |
| ---- | --------------- | ------------ | -------- |
| 1    | Andrea Guardini | Astana       | 4h42'57" |
| 2    | Gerald Ciolek   | MTN-Qhubeka  | s.t.     |
| 3    | Matti Breschel  | Tinkoff-Saxo | s.t.     |

| Pos. | Corridore           | Squadra      | Tempo    |
| ---- | ------------------- | ------------ | -------- |
| 1    | Magnus Cort Nielsen | Cult Energy  | 8h16'25" |
| 2    | Jasper De Buyst     | Topsport Vl. | a 3"     |
| 3    | Gerald Ciolek       | MTN-Qhubeka  | a 5"     |

### 3ª tappa
- 5 agosto: Skanderborg > Vejle – 174 km

Risultati
| Pos. | Corridore      | Squadra       | Tempo    |
| ---- | -------------- | ------------- | -------- |
| 1    | Manuele Boaro  | Tinkoff-Saxo  | 4h18'33" |
| 2    | Matti Breschel | Tinkoff-Saxo  | a 12"    |
| 3    | Tiesj Benoot   | Lotto-Belisol | a 12"    |

| Pos. | Corridore      | Squadra       | Tempo     |
| ---- | -------------- | ------------- | --------- |
| 1    | Manuele Boaro  | Tinkoff-Saxo  | 12h34'59" |
| 2    | Tiesj Benoot   | Lotto-Belisol | a 18"     |
| 3    | Valerio Agnoli | Astana        | a 20"     |

### 4ª tappa
- 9 agosto: Nyborg > Odense – 100 km

Risultati
| Pos. | Corridore        | Squadra      | Tempo    |
| ---- | ---------------- | ------------ | -------- |
| 1    | Andrea Guardini  | Astana       | 2h08'27" |
| 2    | Tom Van Asbroeck | Topsport Vl. | s.t.     |
| 3    | Filippo Fortin   | Bardiani-CSF | s.t.     |

| Pos. | Corridore     | Squadra       | Tempo     |
| ---- | ------------- | ------------- | --------- |
| 1    | Manuele Boaro | Tinkoff-Saxo  | 14h43'26" |
| 2    | Tiesj Benoot  | Lotto-Belisol | a 18"     |
| 3    | Sean De Bie   | Lotto-Belisol | a 21"     |

### 5ª tappa
- 9 agosto: Middelfart > Middelfart – 15 km

Risultati
| Pos. | Corridore       | Squadra      | Tempo  |
| ---- | --------------- | ------------ | ------ |
| 1    | Aleksej Lucenko | Astana       | 18'37" |
| 2    | Rasmus Quaade   | Trefor-BW    | a 17"  |
| 3    | Ch. Juul Jensen | Tinkoff-Saxo | a 51"  |

| Pos. | Corridore       | Squadra      | Tempo     |
| ---- | --------------- | ------------ | --------- |
| 1    | Manuele Boaro   | Tinkoff-Saxo | 15h02'27" |
| 2    | Aleksej Lucenko | Astana       | a 10"     |
| 3    | Ch. Juul Jensen | Tinkoff-Saxo | a 13"     |

### 6ª tappa
- 10 agosto: Kalundborg > Frederiksberg – 175 km

Risultati
| Pos. | Corridore        | Squadra      | Tempo    |
| ---- | ---------------- | ------------ | -------- |
| 1    | Nicola Boem      | Bardiani-CSF | 3h49'34" |
| 2    | Valerio Agnoli   | Astana       | s.t.     |
| 3    | Martin Mortensen | Cult Energy  | s.t.     |

| Pos. | Corridore           | Squadra       | Tempo     |
| ---- | ------------------- | ------------- | --------- |
| 1    | M. Valgren Andersen | Tinkoff-Saxo  | 18h52'22" |
| 2    | Lars Bak            | Lotto-Belisol | a 15"     |
| 3    | Manuele Boaro       | Tinkoff-Saxo  | a 17"     |

## Evoluzione delle classifiche
| Tappa              | Vincitore           | Classifica generale | Classifica a punti  | Classifica scalatori | Classifica giovani  | Classifica a squadre        | Premio combattività     |
| ------------------ | ------------------- | ------------------- | ------------------- | -------------------- | ------------------- | --------------------------- | ----------------------- |
| 1ª                 | Magnus Cort Nielsen | Magnus Cort Nielsen | Magnus Cort Nielsen | John Murphy          | Magnus Cort Nielsen | Topsport Vlaanderen-Baloise | John Murphy             |
| 2ª                 | Andrea Guardini     | Magnus Cort Nielsen | Tom Van Asbroeck    | John Murphy          | Magnus Cort Nielsen | Topsport Vlaanderen-Baloise | Kenny De Ketele         |
| 3ª                 | Manuele Boaro       | Manuele Boaro       | Matti Breschel      | John Murphy          | Tiesj Benoot        | Tinkoff-Saxo                | Kasper Klostergaard     |
| 4ª                 | Andrea Guardini     | Manuele Boaro       | Tom Van Asbroeck    | John Murphy          | Tiesj Benoot        | Tinkoff-Saxo                | Christopher Williams    |
| 5ª                 | Alexey Lutsenko     | Manuele Boaro       | Tom Van Asbroeck    | John Murphy          | Aleksej Lucenko     | Tinkoff-Saxo                | non assegnato           |
| 6ª                 | Nicola Boem         | Michael Valgren     | Aleksej Lucenko     | John Murphy          | Michael Valgren     | Tinkoff-Saxo                | Lars Ytting Bak         |
| Classifiche finali | Classifiche finali  | Michael Valgren     | Aleksej Lucenko     | John Murphy          | Michael Valgren     | Tinkoff-Saxo                | Rasmus Christian Quaade |

## Classifiche finali

### Classifica generale
| Pos. | Corridore           | Squadra       | Tempo     |
| ---- | ------------------- | ------------- | --------- |
| 1    | M. Valgren Andersen | Tinkoff-Saxo  | 18h52'22" |
| 2    | Lars Bak            | Lotto-Belisol | a 15"     |
| 3    | Manuele Boaro       | Tinkoff-Saxo  | a 17"     |
| 4    | Aleksej Lucenko     | Astana        | a 21"     |
| 5    | Ch. Juul Jensen     | Tinkoff-Saxo  | a 30"     |
| 6    | Sean De Bie         | Lotto-Belisol | a 31"     |
| 7    | Jelle Wallays       | Topsport      | a 35"     |
| 8    | Valerio Agnoli      | Astana        | a 40"     |
| 9    | Troels Vinther      | Cult Energy   | a 56"     |
| 10   | Tiesj Benoot        | Lotto-Belisol | a 1'01"   |

### Classifica a punti
| Pos. | Corridore        | Squadra       | Punti |
| ---- | ---------------- | ------------- | ----- |
| 1    | Aleksej Lucenko  | Astana        | 31    |
| 2    | Tom Van Asbroeck | Topsport      | 31    |
| 3    | Andrea Guardini  | Astana        | 30    |
| 4    | Valerio Agnoli   | Astana        | 26    |
| 5    | Sean De Bie      | Lotto-Belisol | 26    |

### Classifica scalatori
| Pos. | Corridore        | Squadra          | Punti |
| ---- | ---------------- | ---------------- | ----- |
| 1    | John Murphy      | UnitedHealthcare | 62    |
| 2    | Federico Zurlo   | UnitedHealthcare | 34    |
| 3    | Mikkel Mortensen | Riwal Platform   | 30    |

### Classifica giovani
| Pos. | Corridore           | Squadra       | Tempo     |
| ---- | ------------------- | ------------- | --------- |
| 1    | M. Valgren Andersen | Tinkoff-Saxo  | 18h52'22" |
| 2    | Aleksej Lucenko     | Astana        | a 21"     |
| 3    | Tiesj Benoot        | Lotto-Belisol | a 1'01"   |

### Classifica a squadre
| Pos. | Squadra                 | Tempo     |
| ---- | ----------------------- | --------- |
| 1    | Tinkoff-Saxo            | 56h37'37" |
| 2    | Lotto-Belisol Team      | a 1'05"   |
| 3    | Cult Energy Vital Water | a 1'43"   |